# Viaje infinito
Viaje infinito es el cuarto álbum de estudio de la cantante Nicole y el primero lanzado bajo el sello Maverick Records (compañía filial de Warner Music y fundada por Madonna). Este trabajo se convirtió en el primer gran paso para internacionalizar su carrera, luego de abandonar Chile.
El disco fue publicado en los Estados Unidos el 21 de mayo de 2002 y tiene la característica de estar producido bajos distintos géneros musicales, como el pop, electrónico, funk soul y acid jazz. 
Viaje infinito es muy melódico, y cuenta con la participación de grandes músicos como Sterling Campbell, baterista de Duran Duran y David Bowie.

## Historia
Luego de irse a vivir a México, Nicole se desliga de su sello BMG, y comienza desde cero, tras su sueño de viajar tocando música. Se presenta en distintos lugares y lleva nuevos demos a distintas casas discográficas.
Nicole recibe el llamado de Bruno del Ganado, presidente de la filial latina de Maverick Records, el cual envió los demos a la cantante Madonna (dueña de la discográfica), y ella se interesó en la chilena.
Se cierra un contrato por cinco discos, y Nicole debe mudarse a Miami. Durante las grabaciones del disco, el 11 de septiembre de 2001, caen las Torres Gemelas y Nicole es testigo de lo sucedido.
Tras una altísima promoción en Estados Unidos, pero a la vez baja en Chile, Nicole solo logra vender 5000 copias en su país natal, aun así, el disco recibió una Nominación al Grammy Latino en 2002, pero la piratería y las uniones de otros sellos, lograron una "crisis musical", y Maverick quebró, redujo su catálogo de artistas, y Nicole quedó fuera. De un contrato para cinco discos, la cantante solo publicó el elogiado Viaje infinito.

## Sencillos
El primer sencillo es «Viaje infinito», canción que da nombre al disco. La recepción es buena y tiene alta rotación en radios. El video es considerado uno de los mejores de la discografía de Nicole[¿por quién?] y fue nominado a los MTV Video Music Awards 2002 en la categoría Elección de los Televidentes - MTV Latinoamérica (suroeste).
El segundo single es «Amanecer», el cual no tiene video, aunque recibió una buena rotación en las radios. 
«Vida» es el último sencillo oficial. El video fue dirigido por el cineasta y amigo de Nicole, Ricardo de Montreuil y en él se muestra a Nicole en un día normal, antes de ir a un show en vivo. El vídeo se destaca en que éste fue grabado en reversa mientras la cantante interpreta la canción en el sentido contrario.

## Lista de canciones
| N.º   | Título            | Duración |  |
| 1.    | «Amanecer»        |          |  |
| 2.    | «Dime»            | 4:01     |  |
| 3.    | «Viaje Infinito»  | 4:05     |  |
| 4.    | «Háblame»         | 3:56     |  |
| 5.    | «Sin Ti»          | 4:08     |  |
| 6.    | «Días»            | 3:54     |  |
| 7.    | «Quiero»          | 3:40     |  |
| 8.    | «Lágrimas de Sal» | 4:01     |  |
| 9.    | «Un Lugar»        | 3:41     |  |
| 10.   | «Vida»            | 4:10     |  |
| 11.   | «Para Siempre»    | 3:05     |  |
| 41:30 |                   |          |  |

## Personal
Notas adaptadas desde el interior del álbum.
- Nicole – voz principal, arreglos de cuerda en "Amanecer" y "Háblame", guitarra acústica en "Días", arreglos de corno en "Quiero".

#### Músicos adicionales
- Sterling Campbell – percusión en todas las canciones excepto en "Lágrimas de Sal", "Un Lugar" y "Para Siempre".
- Jimmy Frazier – bajo, vocoder y teclados adicionales en "Viaje Infinito", pandereta en "Días", shaker y guitarra eléctrica en "Un Lugar".
- Ahmed Barroso – guitarra en "Amanecer" y "Lágrimas de Sal", guitarra acústica en "Dime", "Háblame", "Días", "Un Lugar" y "Para Siempre", guitarra eléctrica en "Viaje Infinito" y "Quiero".
- Andrés Sylleros – teclado en "Amanecer", "Dime", "Un Lugar" y "Vida", wurlitzer en "Viaje Infinito", órgano en "Sin Ti", vibráfono en "Sin Ti", órgano B3 en "Días" y "Quiero", piano en "Lágrmas de Sal".
- Ron Blake – flauta en "Amanecer" y "Viaje Infinito", saxofón en "Amanecer", "Viaje Infinito" y "Quiero".
- Brian Lynch – trompeta en "Amanecer", "Viaje Infinito" y "Quiero".
- Descemer Bueno – arreglos de corno en "Amanecer", "Viaje Infinito" y "Quiero", arreglos de cuerda en "Háblame" y "Lágrimas de Sal", tabla en "Lágrimas de Sal".
- Sandra Park – violín en "Amanecer", "Viaje Infinito", "Háblame" y "Lágrimas de Sal".
- Andrés Levin – guitarra eléctrica en "Dime", "Viaje Infinito", "Háblame", "Sin Ti", "Días", "Quiero", "Un Lugar" y "Vida", teclado en "Dime", "Viaje Infinito" y "Días", arreglos de cuerda en "Amanecer" y "Háblame", sitar eléctrico en "Háblame" y "Días", Thomas en "Háblame", guitarra acústica en "Vida", wurlitzer en "Para Siempre".
- Phat A. – programación en "Amanecer", "Dime", "Háblame", "Quiero", "Un Lugar" y "Vida", vinilos en "Amanecer" y "Háblame".
- Horacio Hernández – percusión adicional en "Dime", platillos en "Lágrimas de Sal".
- Eric Freedlander – violonchelo en "Dime", "Háblame" y "Lágrimas de Sal".
- Richito Flores – congas en "Viaje Infinito" y "Quiero", percusión en "Sin Ti" y "Vida".
- Greg Fine – programación adicional en "Viaje Infinito".
- Vinicius Cantuaria – pandeiro en "Háblame", percusión y guitarra de jazz en "Sin Ti", percusión de manos en "Lágrimas de Sal".
- Peter Scherer – teclado en "Quiero", "Vida" y "Para Siempre".